# 六ヶ所村立泊中学校
六ヶ所村立泊中学校（ろっかしょそんりつ とまりちゅうがっこう）は、青森県上北郡六ヶ所村大字泊にある公立中学校。

## 沿革
- 1947年（昭和22年）
  - 4月1日 - 学制改革により、六ヶ所村立泊中学校設立。校舎は、泊小学校に併設。
  - 4月22日 - 開校（3学級、生徒数66名、男子40名、女子26名）。
- 1949年（昭和24年）4月1日 - 独立中学校として認可（校舎は従来どおり泊小学校の一部を使用）。
- 1956年（昭和31年）11月3日 - 校歌、校章、旧校訓制定。
- 1957年（昭和32年）
  - 3月30日 - 独立校舎竣工し、小学校より移転。
  - 5月27日  - 泊中PTA設立。
  - 5月29日 - 校舎落成式（校歌披露）。
- 1974年（昭和49年）9月1日 - 旧校舎を新築のため解体。
- 1975年（昭和50年）9月4日 - 新校舎竣工。
- 1977年（昭和52年）6月7日 - 学校単独給食（おかず給食、米飯持参）開始。
- 1986年（昭和61年）8月11日 - グランドへスプリンクラー設置。
- 1990年（平成2年）10月5日 - 防風ネット設置。
- 1997年（平成9年）10月18日 - 創立50周年記念式典を本校体育館で、祝賀会を漁協研修センターで、それぞれ挙行。同日、物置小屋竣工（創立50周年記念事業）。
- 1999年（平成11年）8月31日 - 新型パソコン16台設置。
- 2002年（平成14年）8月23日 - 中庭に養魚池設置。
- 2006年（平成18年）9月26日 - グラウンド改修工事着工。
- 2007年（平成19年）8月1日 - グラウンド改修工事竣工。
- 2008年（平成20年）9月24日 - 全教室石油ストーブ設置。
- 2009年（平成21年）
  - 5月26日 - 教育用電子情報ボード、ノートパソコン5セット導入。
  - 6月23日 - 本校舎耐震補強工事着工。
  - 8月21日 - 新型パソコン17台設置。
  - 11月30日 - 本校舎耐震補強工事竣工。
- 2010年（平成22年）
  - 1月7日 - 地上デジタル放送対応テレビ、ハードディスクレコーダー導入。
  - 6月2日 - 陸上部物置小屋新築工事竣工。
  - 10月29日 - 新型パソコン設置1台。
- 2011年（平成23年）
  - 1月14日 - 六ヶ所村情報端末（テレビ電話）設置。
  - 3月26日 - 本校舎トイレ改修工事着工。
  - 3月31日 - 本校舎トイレ改修工事竣工。
- 2012年（平成24年）
  - 5月11日 - グラウンド用朝礼台を設置。
  - 6月21日 - タッチパネル式パソコン設置。
  - 11月21日 - 災害用非常電源装置設置。
- 2013年（平成25年）
  - 3月29日 - 教育用電子情報ボード用ノートパソコン3台導入。
  - 6月4日 - 教室表示用プレート新設。
  - 10月7日 - 体育館にピアノ移設（平沼小学校より）。
- 2015年（平成27年）9月28日 - 体育館天井落下防止工事竣工。
- 2015年（平成27年）
  - 1月13日 - グランド防雪柵設置。
  - 2月26日 - タブレットパソコン生徒用110台、教師用7台、保管庫6台設置。
- 2021年（令和3年）4月1日 - 泊小学校を併置化し、焼山611番1号から川原75番17号に移転（67年ぶりに校舎同居）。

## 生徒数
2022年（令和4年）5月1日現在
| 学年 | 1年 | 2年 | 3年 | 特別支援   | 合計 |
| ---- | --- | --- | --- | ---------- | ---- |
| 学級 | 1   | 1   | 1   | 1          | 4    |
| 生徒 | 23  | 20  | 21  | （3） 内数 | 64   |

## 学区
- 六ヶ所村泊地区[2]

## 周辺
- 国道338号
- ファミリーマート六ヶ所泊店
- 六ヶ所村立泊こども園
- 六ヶ所村民図書館
- 泊地区ふれあいセンター
- 泊郵便局
- 泊小学校職員住宅

## アクセス
- 六ヶ所村立泊小学校#アクセスを参照。